# 周廷冲
周廷冲（1917年3月6日—1996年10月20日），男，浙江新登（今杭州市富阳区）人，中国生化药理学家，曾任军事医学科学院研究员。

## 生平
1935年，毕业于嘉兴秀州中学，进入上海医学院（现上海医科大学）学习。1941年毕业于上海医学院。1945年，到牛津大学贝利奥学院进修。1947年获英国牛津大学哲学博士学位。1948年，在美国康乃尔大学酶化实验室从事酶学研究。1949年，在美国波斯顿麻省医院从事生物化学研究。
回国后，先后在山东白求恩学院（现为山东医科大学）、中国人民解放军军事医学科学院任职。1980年当选为中国科学院院士（学部委员）。